# Palauzovo, Iambol
Palauzovo (în bulgară Палаузово) este un sat în comuna Straldja, regiunea Iambol,  Bulgaria. 

## Demografie
Componența etnică a satului Palauzovo
     Romi (9,85%)
     Turci (5,63%)
     Bulgari (84,5%)
     Nicio identificare (0%)
La recensământul din 2011, populația satului Palauzovo era de 142 locuitori. Din punct de vedere etnic, majoritatea locuitorilor (84,5%) erau bulgari, existând și minorități de romi (9,85%) și turci (5,63%). Pentru 0% din locuitori nu este cunoscută apartenența etnică.